# Tartana

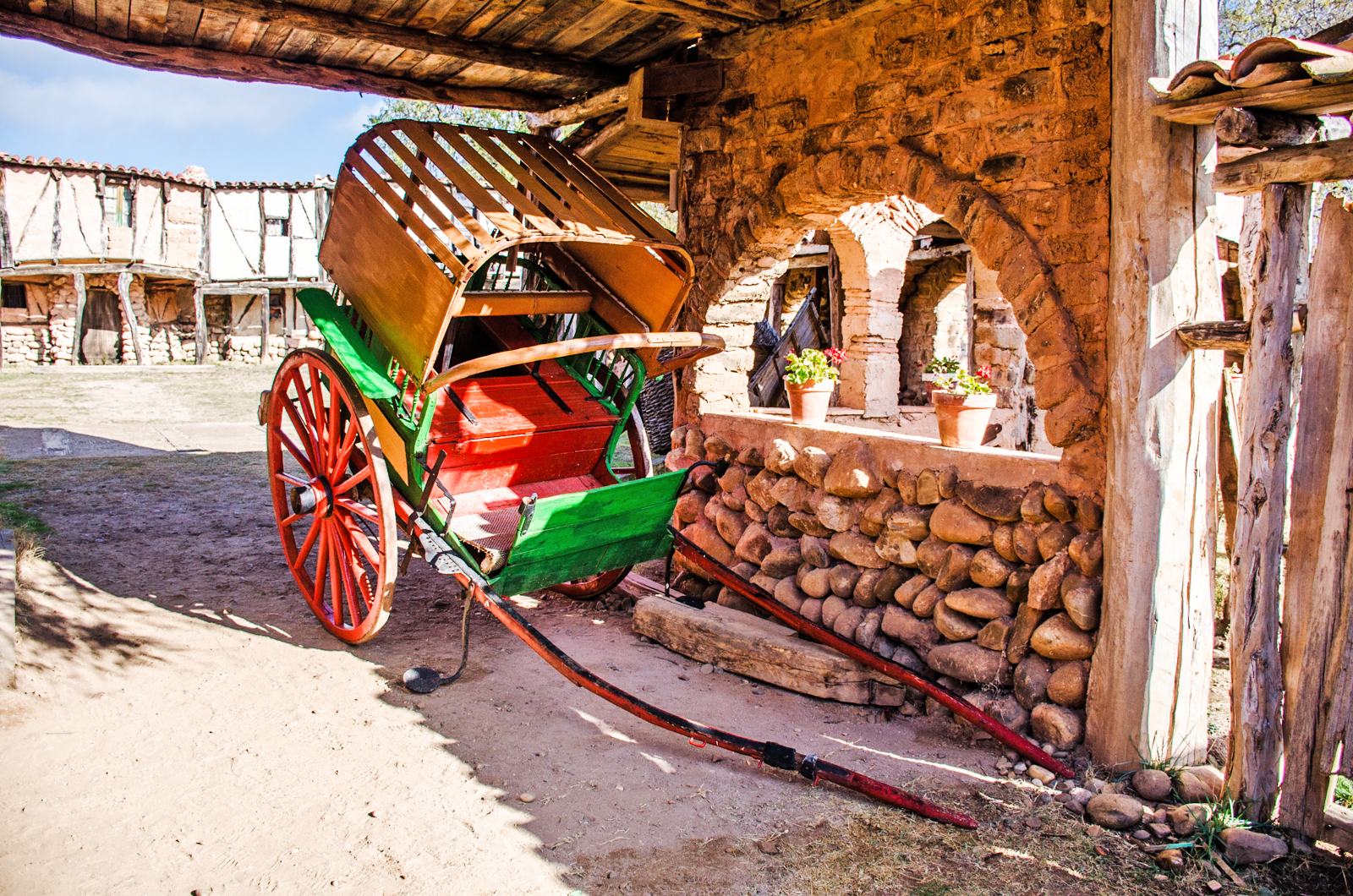
Tartana española, procedente de Fuentes de Ropel (Zamora), expuesta en «Territorio Artlanza», de Quintanilla del Agua (Burgos)

La tartana es un pequeño carromato de varas montado sobre muelles de ballesta. Carruaje cubierto de dos ruedas y limonera con tiro de sangre. Por delante se cierra con tablero de dos cristales y por detrás, con portezuela y cristal.
La tartana está diseñada para transportar a varias personas en su interior sentadas en dos asientos colocados en cada uno de sus laterales. En la vara derecha tiene un estribo que utiliza el conductor y otro en la parte posterior. Por su parte, el asiento del conductor es una tabla reducida forrada de vaqueta unida al encuentro de la vara derecha y la caja. 

## Variantes
También existe la tartana cuadrada que solo se diferencia de la anterior en que los tableros y la cubierta forman un paralelepípedo.
En Irlanda, en el siglo XIX y comienzos del XX se empleó una variante llamada jaunting car para el transporte de viajeros y que tenía la particularidad de que los asientos de los pasajeros estaban colocados transversalmente a la dirección de la marcha, bien encarados hacia adentro o bien hacia afuera con un estribo sobresaliendo del plano de las ruedas para apoyar los pies. Hoy se siguen usando en algunos lugares de la isla como atracción turística.

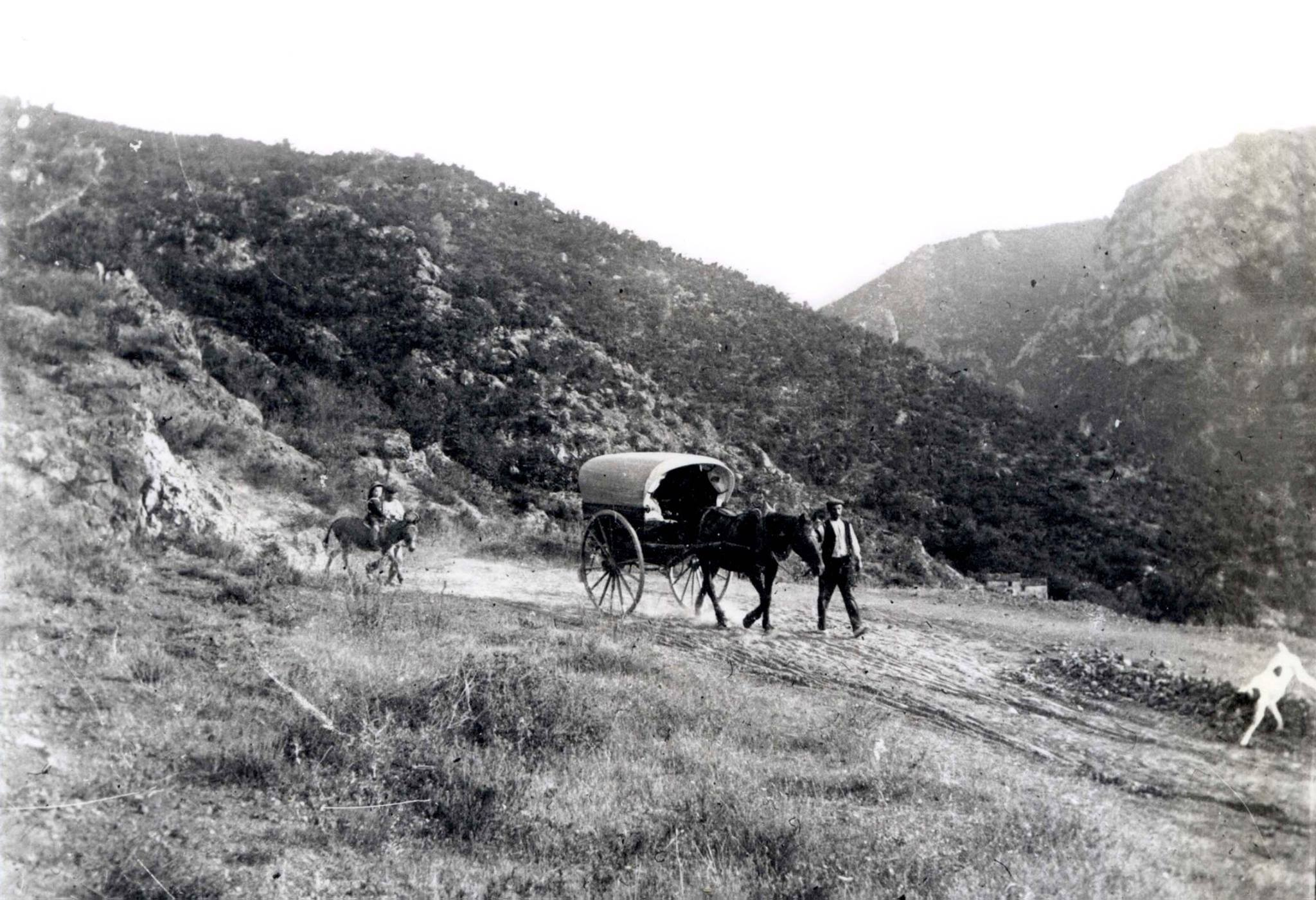
Una tartana circulando por el departamento francés de los Pirineos Orientales,